# (29477) Zdíkšíma
(29477) Zdíkšíma, désignation internationale (29477) Zdiksima, est un astéroïde de la ceinture principale.

## Description
(29477) Zdiksima est un astéroïde de la ceinture principale. Il fut découvert le 31 octobre 1997 à l'Observatoire Kleť par Jana Tichá et Miloš Tichý. Il présente une orbite caractérisée par un demi-grand axe de 2,52 UA, une excentricité de 0,09 et une inclinaison de 10,6° par rapport à l'écliptique.

## Compléments